# تويوهيتو موتشيزوكي
تويوهيتو موتشيزوكي (باليابانية: 望月 豊仁) (18 سبتمبر 1953 في شيزوكا في اليابان – )؛ هو لاعب كرة قدم ياباني سابق كان يلعب كمدافع. سبق له أن لعب مع منتخب اليابان.

## وصلات خارجية
- تويوهيتو موتشيزوكي على موقع ناشيونال فوتبول تيمز (الإنجليزية)

- National Football Teams
- Japan National Football Team Database